# 玻璃市港口
玻璃市港口，或稱玻璃港, 是马来西亚玻璃市州加央的一个城镇，隶属于加央市议会。玻璃市港口是玻璃市州主要海港，设有通往吉打州浮罗交怡岛的渡轮服务，其中在在560万人使用该港前往浮罗交怡，港口也较吉打港口来的宽阔。
玻璃市港口主要美食有海鲜，以及当地特色面食“叻沙”粉等，因此当地设有海产市场贩售海鲜。邻近也有玻璃市手工文化中心。
另外，玻璃市港口将会由TH产业和玻璃市州经济发展机构联合推行一个多元建筑物计划，投资额达3亿1140万令吉，用地16.28依格，分作5个阶段建设，以推动当地房地产发展。
首阶段将建面积20万平方尺的2层楼购物商场，是整个计划的核心建筑物。第二阶段则兴建36间各3层楼的店铺，之后再陆续兴建2栋36层楼，每栋400个单位的服务式公寓，以及24层楼有200间客房的3星级酒店。公寓及酒店竣工后，将会是玻璃市最高的地标建筑。 华人以福建裔居多，當地主要通用槟城福建话（闽南语）。

## 交通
玻璃市港口可通过从此至吉打樟仑的联邦公路194号公路抵达。

## 教育

### 小学
- 群修华文小学
- 启明华文小学
- 玻璃市港口国民小学（SK Kuala Perlis）

### 中学
- 玻璃市港口国民中学（SMK Kuala Perlis）

## 政治
玻璃市港口属于加央国会议席，该议席在马来西亚下议院的代表为来自希盟公正党的阿敏阿末。
同时，玻璃市港口属于以其名称命名的玻璃市港口州议席，该议席在玻璃市州议会的代表为来自希盟公正党的诺阿赞。